# 祖宾波托克市镇
祖宾波托克市镇（羅馬化：Opština Zubin Potok），是科索沃米特羅維察區的一个市镇，行政中心为祖賓波托克。该市镇包括一个城镇和63个村庄。市镇总面积为335平方公里，人口数量为15,200人（2015年）。